# Ла-Суфриер (фильм)
«Ла-Суфриер: Ожидание одной неизбежной катастрофы» (нем. La Soufrière – Warten auf eine unausweichliche Katastrophe) — документальный фильм режиссёра Вернера Херцога, снятый в 1977 году. Лента получила специальное упоминание на Краковском кинофестивале и премию Deutscher Filmpreis за лучший короткометражный фильм.

## Сюжет
В 1976 году активизировался вулкан Суфриер на острове Гваделупа в Карибском море; вулканологи предсказывают скорое извержение. Опасаясь повторения трагедии, случившейся на Мартинике в 1902 году, власти эвакуируют жителей близлежащих населённых пунктов. Съёмочная группа Вернера Херцога прибывает на остров, чтобы зафиксировать происходящие события. Кинематографисты снимают город-призрак Бас-Тер, в спешке покинутый обитателями; с риском для жизни совершают подъём к кратеру вулкана, объятому облаками ядовитых газов; и находят нескольких бедняков, отказавшихся покинуть остров и готовых смириться с судьбой. Несмотря на то, что по всем признакам катастрофическое извержение кажется неизбежным, оно так и не происходит.